# Lengerich (Westfalen)
Lengerich (plattdeutsch Lengerke, ostwestfälisch Liängeryk) ist eine Mittelstadt in der Region Tecklenburger Land (Kreis Steinfurt) im nördlichen Teil des Bundeslandes Nordrhein-Westfalen.

## Geografie
Die Stadt liegt zwischen Münster (29 km südwestlich) und Osnabrück (16 km nordöstlich), am Südhang des Teutoburger Waldes. Die Ausdehnung des Stadtgebietes beträgt in Nord-Süd-Richtung maximal 11,5 Kilometer, in Ost-West-Richtung maximal 14 Kilometer. In der Umgebung wird die Fossillagerstätte Lengerich erforscht.

### Nachbargemeinden
Die unmittelbaren Nachbarn von Lengerich sind Tecklenburg, Hagen am Teutoburger Wald, Lienen und Ladbergen.

### Stadtgliederung
Zu Lengerich gehören die Stadtteile Antrup, Aldrup, Exterheide, Hohne, Intrup, Niederlengerich, Niedermark, Ringel, Schollbruch, Settel, Stadtfeldmark und Wechte.
Alle Stadtteile haben die gleiche Postleitzahl Lengerich – 49525.

### Einwohner
- Einwohnerzahl: 23.099, davon:
  - männlich: 11.472
  - weiblich: 11.657

### Konfessionsstatistik
Gemäß dem Zensus 2011 waren  55,3 % der Einwohner  evangelisch, 16,9 % römisch-katholisch und 27,8 % waren konfessionslos, gehörten einer anderen Glaubensgemeinschaft an oder machten keine Angabe. Die Zahl der Protestanten und Katholiken ist seitdem gesunken. Zum Jahresende 2022 waren von den 23.605 Einwohnern 41,0 % (9.674) evangelisch, 17,6 % (4.156) katholisch und 41,4 % gehörten entweder einer anderen Glaubensgemeinschaft an oder sind konfessionslos.

## Geschichte

### Ursprung und Entwicklung des Ortes
Während des Mittelalters und der frühen Neuzeit gehörte Lengerich zur Grafschaft Tecklenburg. Diese wurde 1707 Teil des Königreichs Preußen. Das Gebiet der Grafschaft Tecklenburg blieb nach der Gründung des Deutschen Reichs 1871 und der Auflösung Preußens im Jahr 1946 weitgehend als Kreis Tecklenburg (den Preußen 1816 geschaffen hatte) erhalten. Das Land Nordrhein-Westfalen als Rechtsnachfolger Preußens löste zum 1. Januar 1975 den Kreis Tecklenburg auf, so dass seitdem Lengerich im Kreis Steinfurt liegt.
Lengerich kann auf eine sehr lange Siedlungsgeschichte zurückblicken. So wurde in der Bauerschaft Wechte eine 4.000 Jahre alte Megalithanlage entdeckt und restauriert. Sie stellt heute eine der Sehenswürdigkeiten der Stadt Lengerich dar.
Die einzelnen Lengericher Bauerschaften fanden schon früher als der Ort Lengerich selbst urkundliche Erwähnung. So wurde um 1050 Ringel als „Hringie“ und 1088 Hohne als Westhohne erwähnt. Im Jahre 1147 trat Lengerich selbst urkundlich erstmals in Erscheinung. Der römisch-deutsche König Konrad III. bestätigte der Äbtissin des Damenstifts zu Herford deren Besitzungen und Privilegien in Lengerich.
Im 14. Jahrhundert ist ein Markt in Lengerich belegt.
Im Jahr 1695 wurde der Ort in einer Urkunde wörtlich als Flecken, sinngemäß also als Minderstadt bezeichnet.
Im Jahre 1727 verlieh Friedrich Wilhelm I. von Preußen, bekannt auch als Soldatenkönig, dem Ort Lengerich die Stadtrechte. Hiermit wurde auch die erste bescheidene Kommunalverwaltung eröffnet. Die Stadt zählte damals 614 Einwohner und 150 Häuser.
Im Jahr 1857 nimmt Friedrich Wilhelm IV. von Preußen im Gasthof Berkemeyer den Ehrentrunk der Stadt Lengerich anlässlich der 150-jährigen Zugehörigkeit der Grafschaft Tecklenburg zu Preußen entgegen.
Am 1. April 1927 wurde die Gemeinde Lengerich-Land eingegliedert. Am 1. April 1930 wurde ein kleines Gebiet (38 ha) an die Nachbarstadt Tecklenburg abgetreten.
Am 1. Januar 1975 wurden Gebietsteile mit damals etwa 300 Einwohnern an die Gemeinde Lienen und die Stadt Tecklenburg abgetreten.

### „Der Römer“

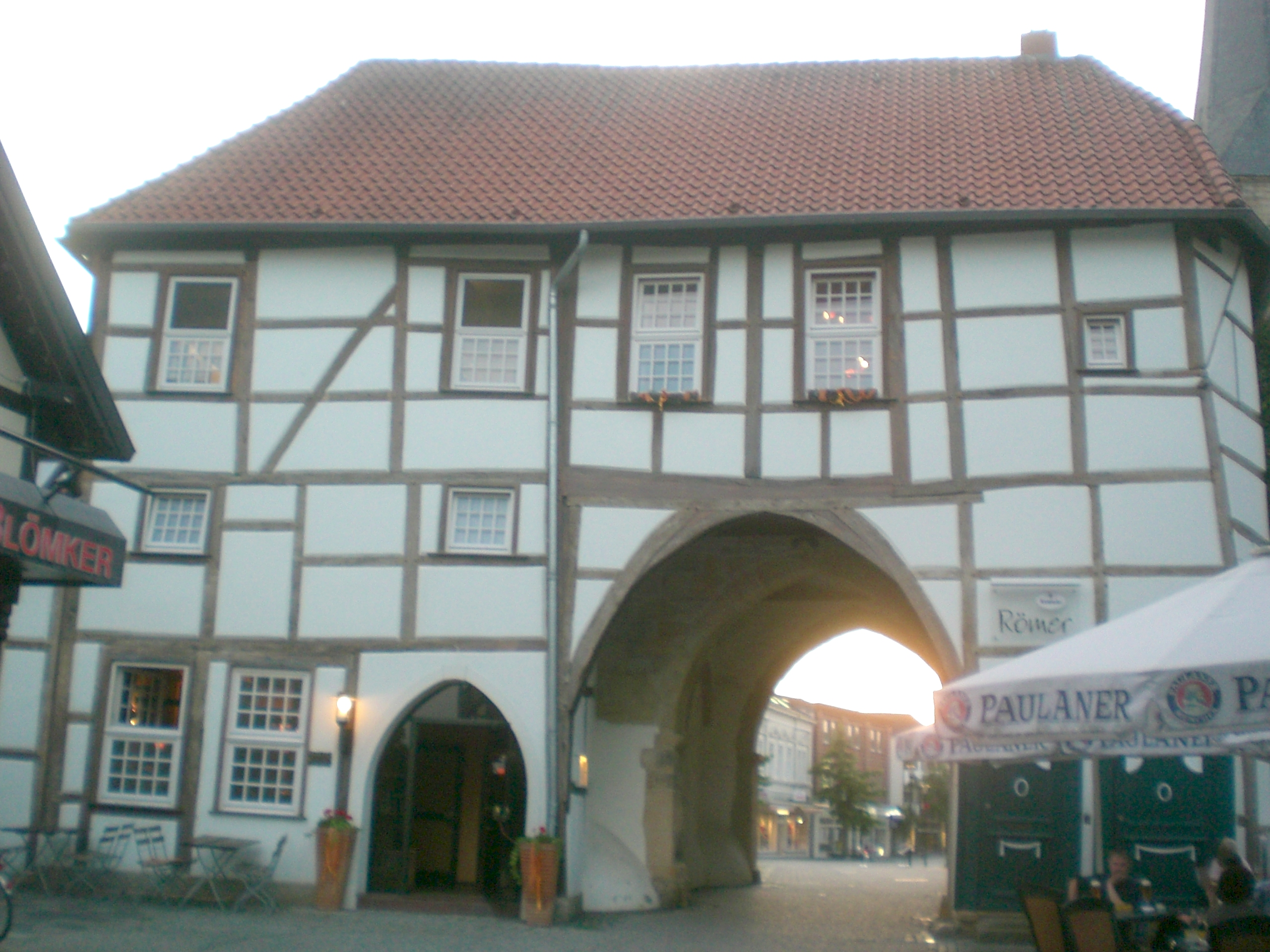
Der Römer in Lengerich

Am südöstlichen Eingang zum Kirchplatz in der Altstadt steht der Römer, eines der Wahrzeichen der Stadt Lengerich. Hierbei handelt es sich um ein Torhaus, dessen Bauzeit grob in das zweite Viertel des 13. Jahrhunderts datiert werden kann; davon stark abweichende Daten bis ins 15. Jahrhundert sind denkbar. Vordem in Urkunden nur als Steinwerk bezeichnet, trägt das Torhaus seit dem frühen 18. Jahrhundert den Namen Römer. Die Herkunft dieser Bezeichnung und die ursprüngliche Nutzung des Römers sind geschichtlich nicht überliefert.
Das Torhaus wurde im Laufe seiner Geschichte unter anderem als Rathaus, Gefängnis, Lagerraum, Klassenzimmer und Wohnung genutzt. Bis in das 20. Jahrhundert hinein wurde es um zahlreiche Anbauten wie zum Beispiel einen südlich angrenzenden Speicher, ein nördlich angrenzendes Wirtschaftsgebäude und mehrere Osterweiterungen ergänzt. Der letzte größere Umbau erfolgte im Jahr 1979, die letzte umfangreiche Sanierung im Jahr 2001. Seit 1980 beherbergt der Römer eine kleine Gaststätte. Ein großer Raum im zweiten Obergeschoss dient als Gastraum, als Konferenzraum oder wird auch für besondere Anlässe wie standesamtliche Trauungen genutzt.

### Wirtschaftsgeschichte
Im 16. Jahrhundert gab es laut Aufzeichnungen die ersten Händler und Gewerbebetreibenden in der Stadt. In dieser Zeit wurde neben landwirtschaftlichen Erzeugnissen auch mit Wolle und Tierfett gehandelt. Im Jahre 1662 wurde eine Papiermühle in Betrieb genommen. Es gab zuvor schon einige Wassermühlen, Schuhmacher, Schreiner und Schmiede. Auch heute gibt es noch viele dieser Mühlen zu sehen, allerdings kaum eine im ursprünglichen und funktionstüchtigen Zustand.
Rund 100 Jahre zuvor wurde von einem Lengericher Nationalgetränk gesprochen, einem obergärigen Bier (Grüsing oder Gräsing genannt), das in vielen Häusern gebraut wurde.

### Conclusum
In der Zeit des Dreißigjährigen Krieges wurde in der Stadt am 11. Juli 1645 ein Stück deutscher Geschichte geschrieben. In Vorbereitung der Friedensschlüsse von 1648 in Osnabrück und Münster traten im Ort Vertreter der Kriegsparteien zum Lengericher Conclusum zusammen. Die Parteien vereinbarten ein Mitspracherecht der Reichsstände und freien Reichsstädte bei den innen- und außenpolitischen Fragen des Heiligen Römischen Reiches während der bevorstehenden Friedensverhandlungen.

### Das KZ-Außenlager A 1
Im Zweiten Weltkrieg bestand in der Stadt zwischen März 1944 und März 1945 ein Außenlager des Konzentrationslagers Hamburg-Neuengamme. Nach Umbauarbeiten in der Röhre des stillgelegten alten Reichsbahntunnels wurden hier von den KZ-Häftlingen und deutschen Zivilarbeitern Flugzeugteile für die Rüstungsindustrie gefertigt. Bei den Bauarbeiten und bei der Teilefertigung gelangten insgesamt mehr als 200 Häftlinge zum Einsatz. Innerhalb eines Jahres kam mehr als ein Dutzend von ihnen ums Leben. Am 2. April 1945 wurde die Rüstungsfabrik im Tunnel von britisch-kanadischen Truppen beschlagnahmt und besetzt.

## Politik

### Stadtrat und Bürgermeister
Der Rat der Stadt Lengerich hat seit der Kommunalwahl 2009 insgesamt 32 Mitglieder, die sich auf die einzelnen Parteien folgendermaßen verteilen:
|      | CDU | SPD | GRÜNE | FDP | WfL | Gesamt |
| 2020 | 11  | 11  | 8     | 2   | —   | 32     |
| 2014 | 11  | 14  | 5     | 2   | —   | 32     |
| 2009 | 14  | 10  | 4     | 3   | 1   | 32     |

Bürgermeister ist der Apotheker Wilhelm Möhrke (parteilos), Amtsvorgänger war Friedrich Prigge (CDU).

### Wappen
Blasonierung: „In Blau ein aufgerichteter goldener Anker, aus dessen Ring zwei goldene gekreuzte Lindenzweige jeweils mit drei Blättern abwärts hervorgehen, die auf dem Anker wieder überkreuzt liegen.“

Wappen mit Anker
Wappen von 1939–1949

Wegen geschichtlicher Bedenken – der Anker galt als ausschließliches Wappenzeichen der Grafschaft Lingen, mit der Lengerich nicht in Verbindung zu bringen war – wurde es 1939 zunächst zurückgegeben. Nach neueren Forschungen ist der Anker jedoch dem Grafen von Tecklenburg durch kaiserliches Privileg 1475 als Wappenvermehrung auf ausdrücklichen Wunsch des damals regierenden Grafen Otto verliehen worden ohne jegliche Beziehung zur Grafschaft Lingen, die es damals noch gar nicht gab (lt. Staatsarchiv Münster vom 27. Juni 1946, St.A. 1363). Die Lindenzweige entstanden vermutlich durch eine Verwechslung der Seerosenblätter auf dem Wappen der Grafschaft Tecklenburg. Da geschichtliche Bedenken nicht mehr bestanden, wurde das alte Wappen 1949 wieder durch die Stadt Lengerich aufgenommen.
Die Blasonierung des Wappens in der Zeit von 1. März 1939 bis 1949 wird wie folgt beschrieben: „In Silber (Weiß) über einem erhöhten grünen Dreiberg, belegt mit einem silbernen (weißen) Schild, darin zwei blaue Balken, drei balkenweise rote Seerosenblätter.“
Der Dreiberg symbolisiert die Lage am Südhang des Teutoburger Waldes, der kleine Schild ist das Wappen der einflussreichen Adelsfamilie von Münster zu Vortlage, welche vom 13. bis zum 17. Jahrhundert in Lengerich ihren Wohnsitz hatten. Die Seerosenblätter entstammen dem Wappen der Grafschaft Tecklenburg, zu dem die Stadt früher gehörte.

### Städtepartnerschaften
Lengerich pflegt Städtepartnerschaften mit den Städten Leegebruch (Brandenburg) (seit 1991), Wapakoneta (Ohio, USA) (seit 1994) und Warta (Polen) (seit 1996), die sowohl seitens der Stadt, als auch durch private Vereine gepflegt werden. So findet zum Beispiel mit Wapakoneta ein regelmäßiger Schüleraustausch statt.

## Kultur, Religion und Sehenswürdigkeiten
Im Jahr 2004 wurde die Gempthalle zu einem Kulturzentrum restauriert, sodass dort verschiedene Veranstaltungen stattfinden können. Zudem gibt es ein intaktes Vereinsleben. Außerdem sind die Universitäts- und Theaterstädte Münster und Osnabrück mit dem Auto und dem Zug in etwa 20 Minuten zu erreichen.
Am Fuß des Kleebergs wurde die 1926 eingeweihte und nach den 1970er Jahren vom Verfall bedrohte Friedhofskapelle restauriert. In unmittelbarer Nähe der Kapelle befinden sich der ALVA Skulpturenpark mit Jones Garden sowie der 2018 eröffnete Hortensiengarten.

### Konfessionsstatistik
Ende 2019 waren von den 23.227 Einwohnern 44 % (10.163) evangelisch, 16 % (3.814) katholisch und 40 % gehörten anderen Religionen an oder sind konfessionslos.

### Bauwerke
- Römer
- Altes Rathaus (beheimatet heute die Tourist-Information, das Stadtarchiv und die Bücherei)
- Evangelische Stadtkirche
- ev. Johanneskirche
- Kapelle beim Alten Friedhof
- Bodelschwinghkirche (Wechte)
- Wasserbehälterschornstein (Gempt-Turm)
- Gut Erpenbeck
- Gut Stapenhorst
- Megalithgrab
- Hügelgrab
- Haus Vortlage (Wasserschloss)
- Westfälisches Feldbahnmuseum
- Gempthalle
- Wärmetauscherturm des Zementwerks (Höhe: 107,5 Meter)

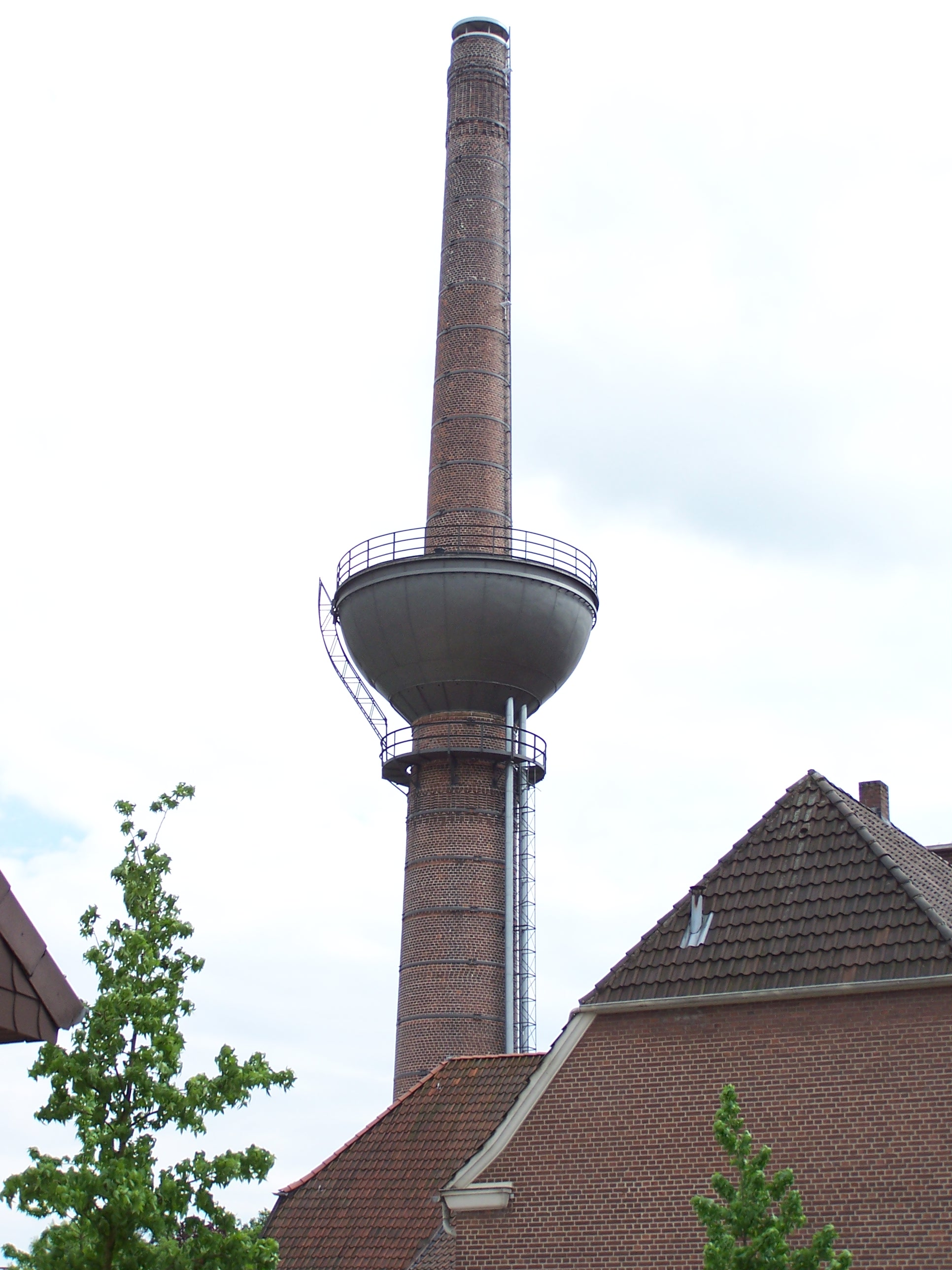
Wasserbehälter- schornstein auf dem ehemaligen Gelände der Drahtseilfabrik Gempt
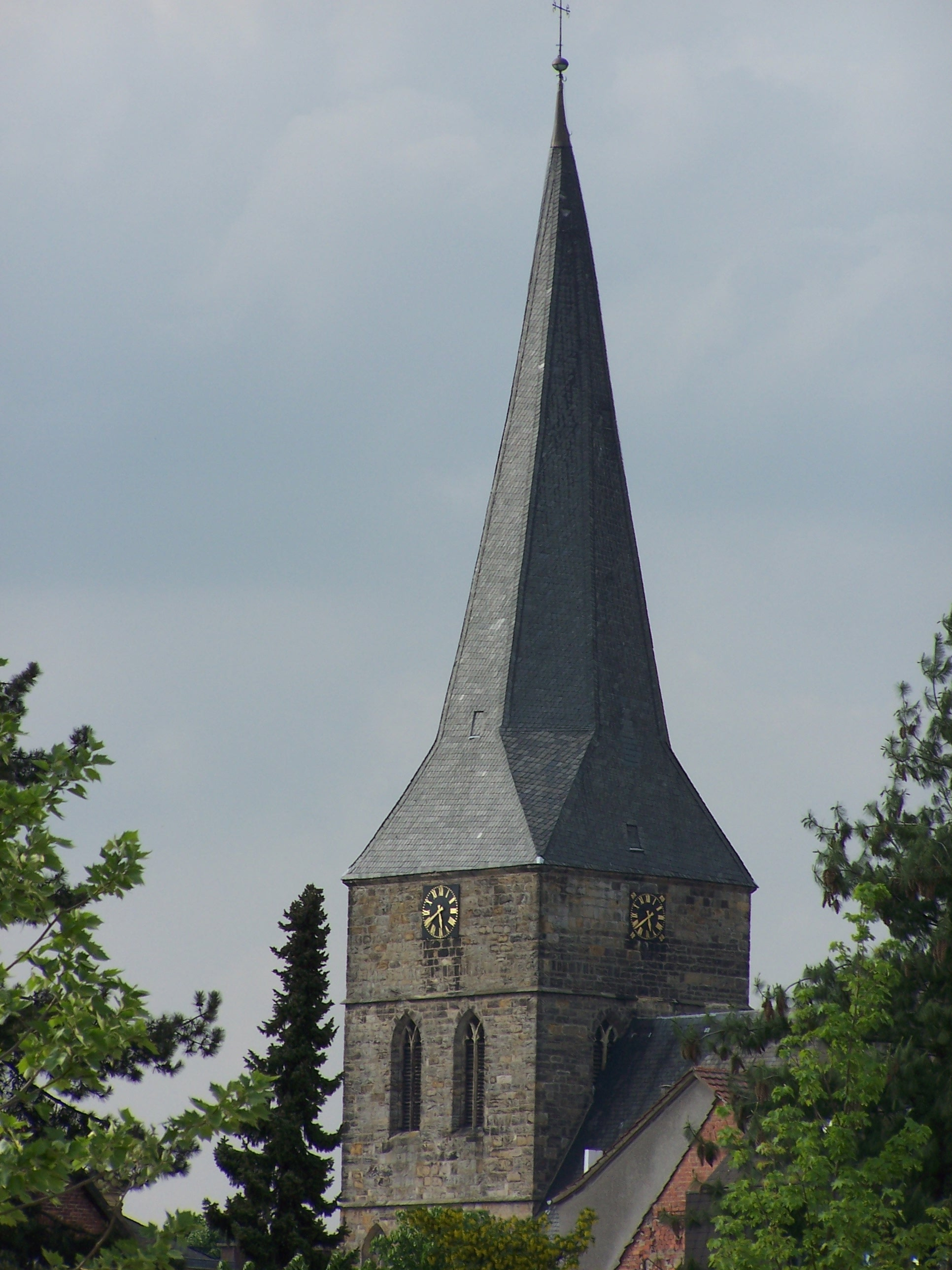
Turm der evangelischen Stadtkirche
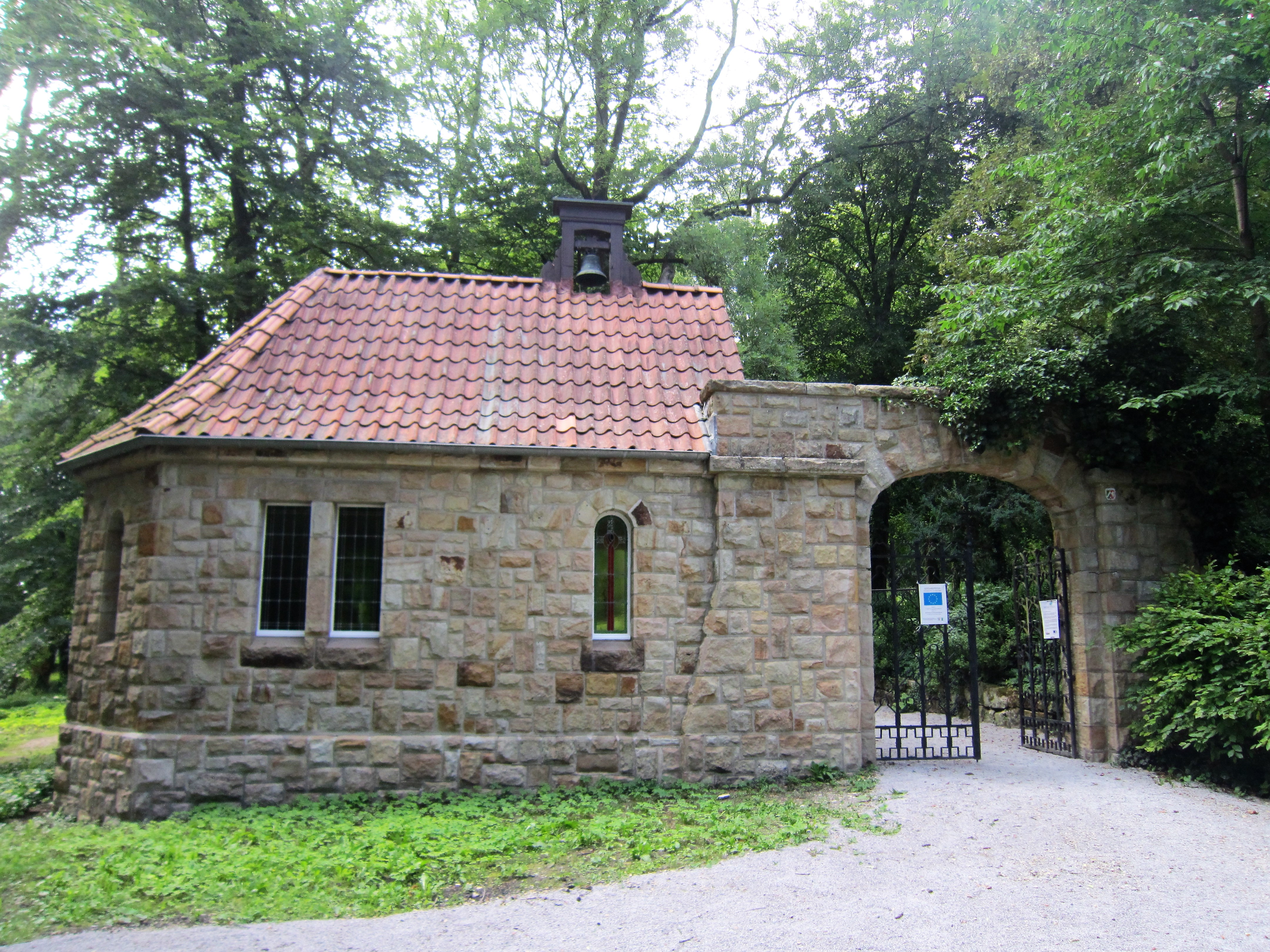
Friedhofskapelle am Kleeberg
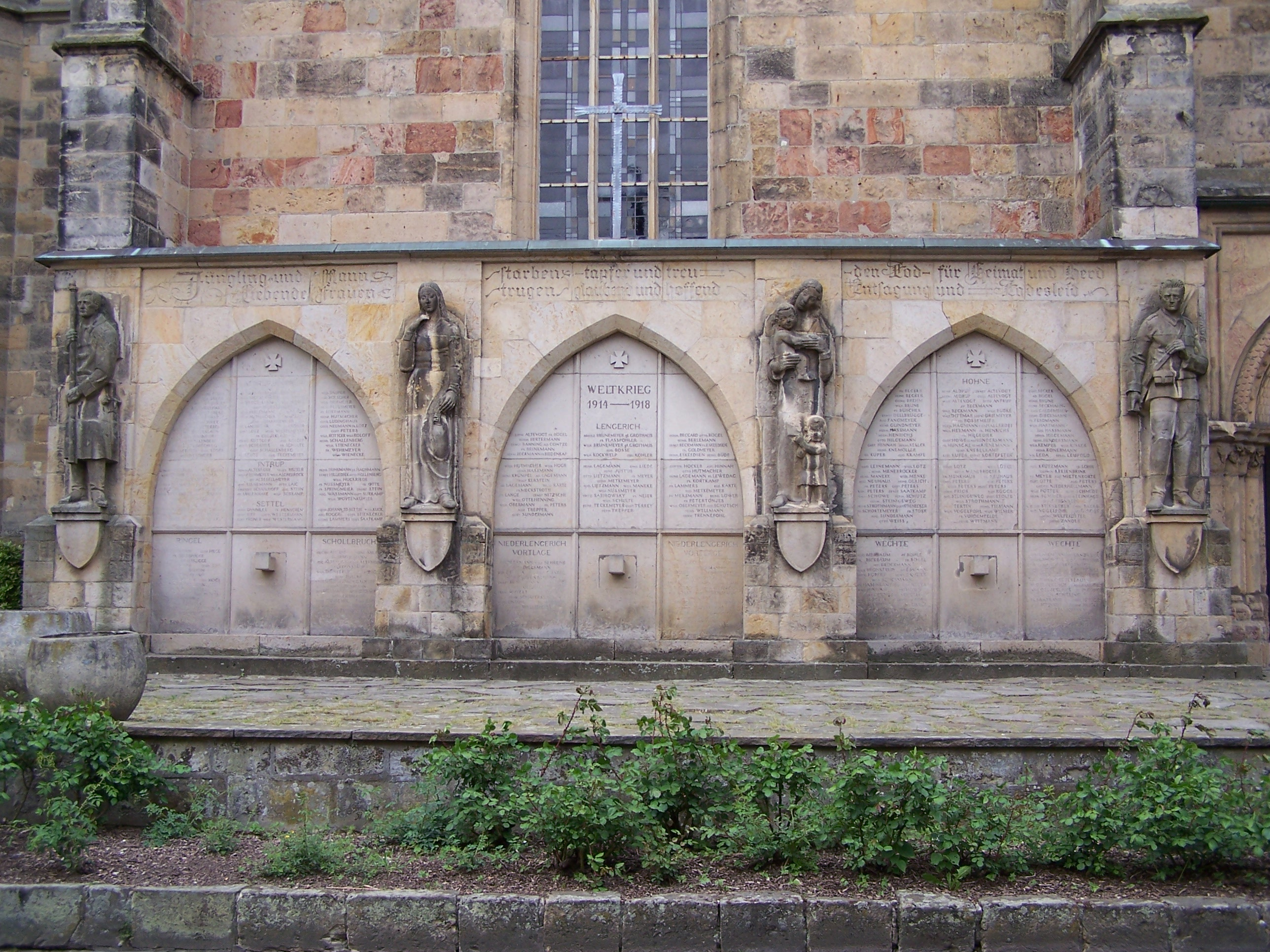
Kriegerdenkmal an der evangelischen Stadtkirche
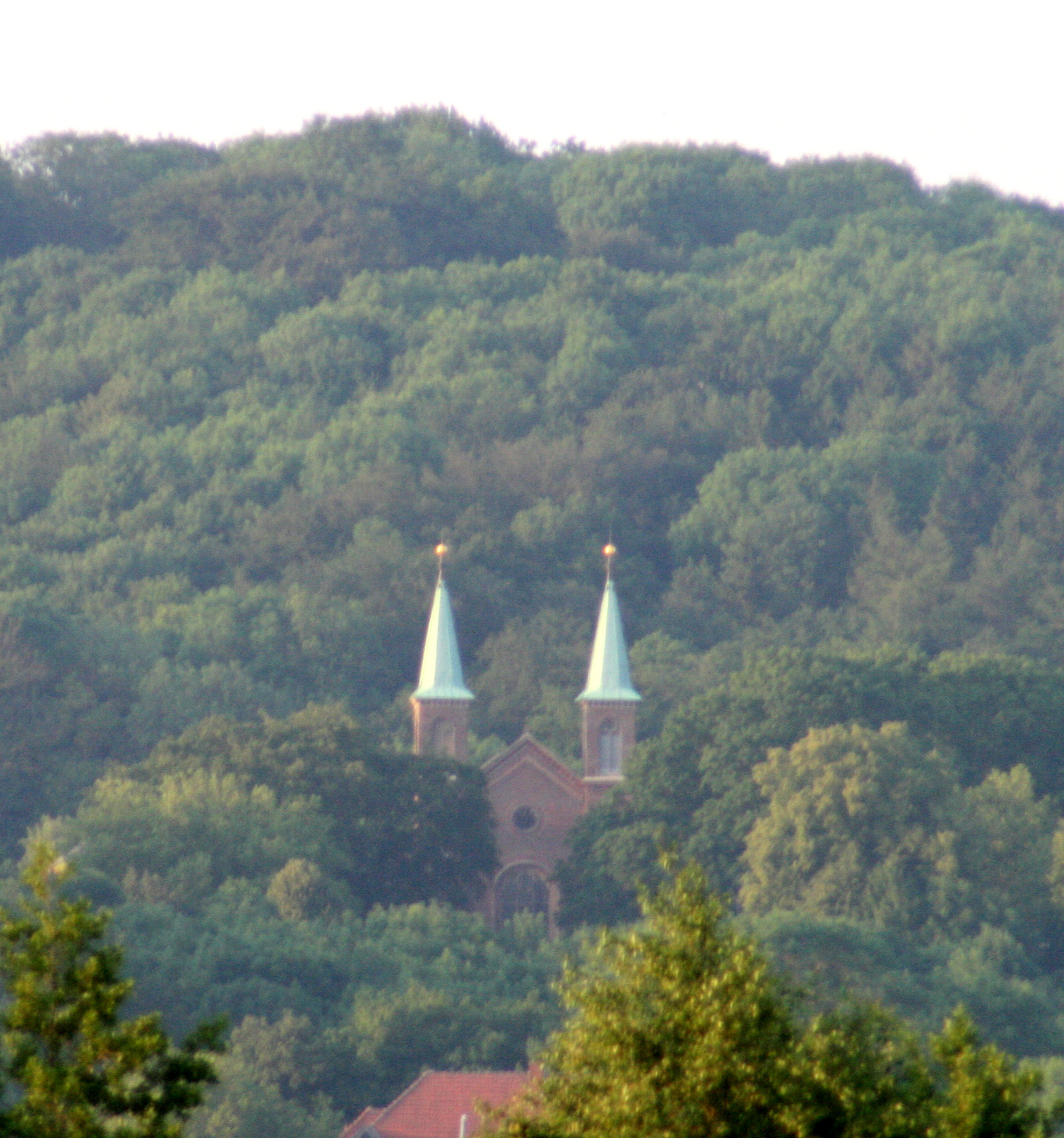
LWL-Klinik – „2 Türmchen“
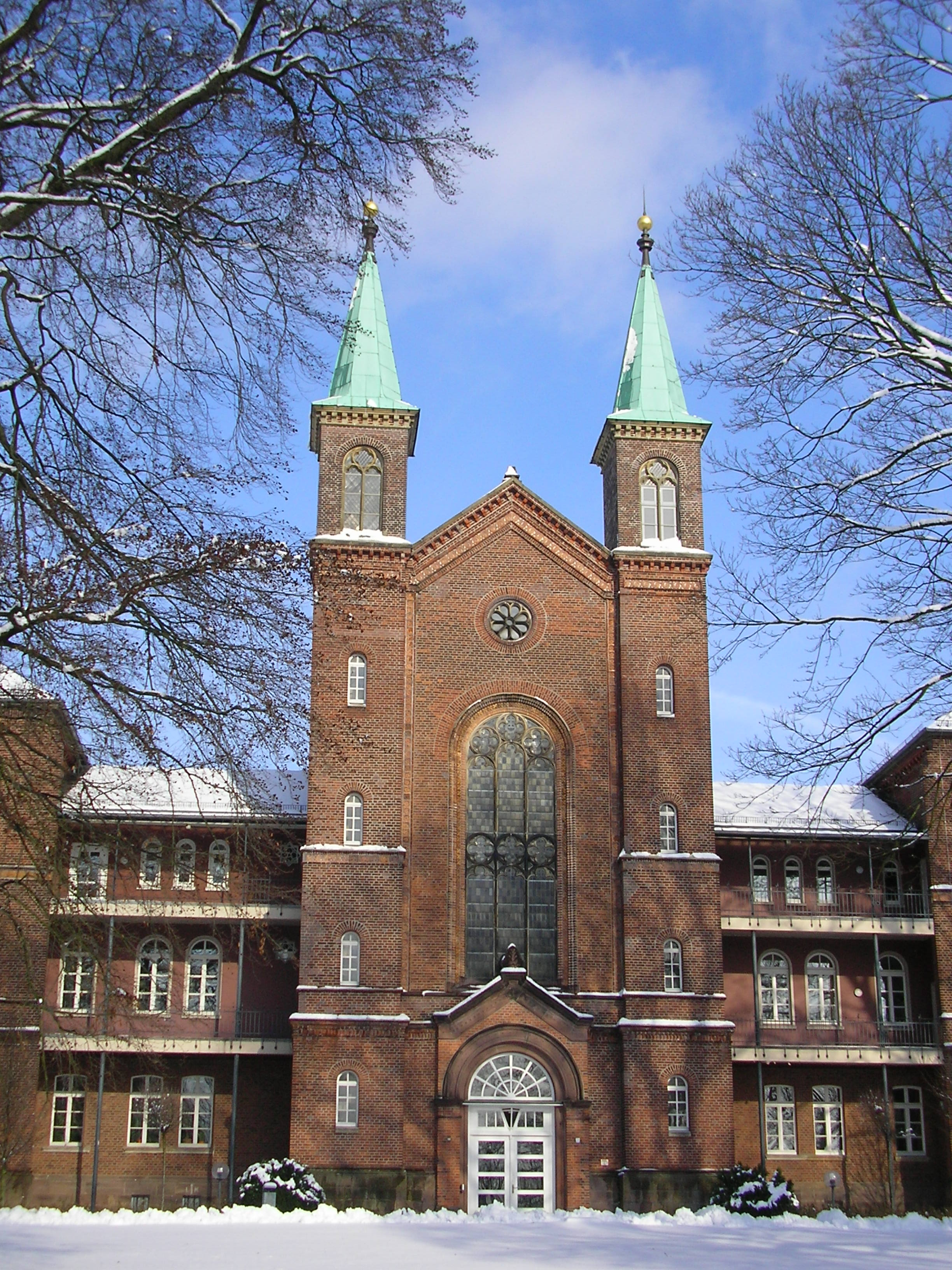
Hauptgebäude der LWL-Klinik
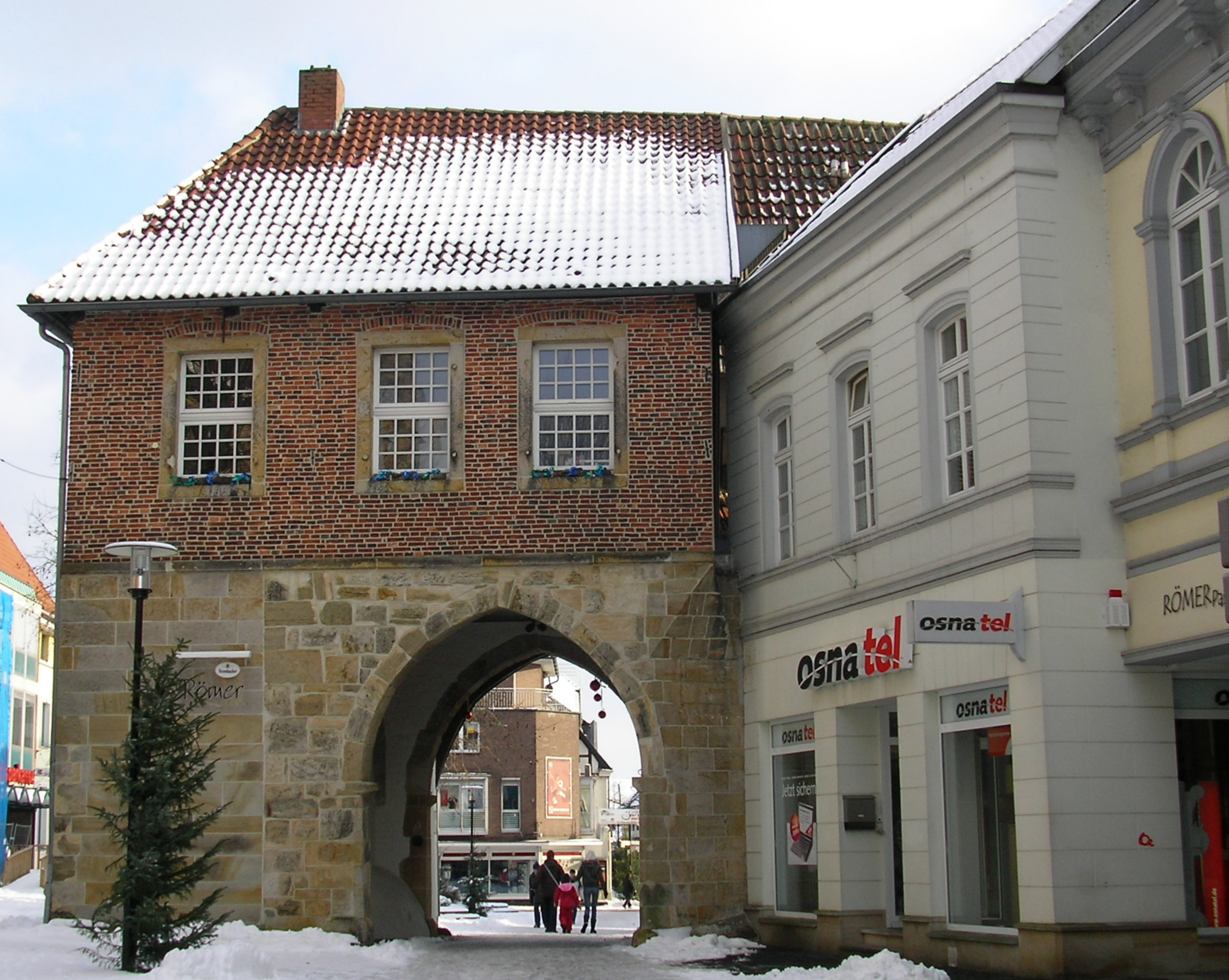
Römer
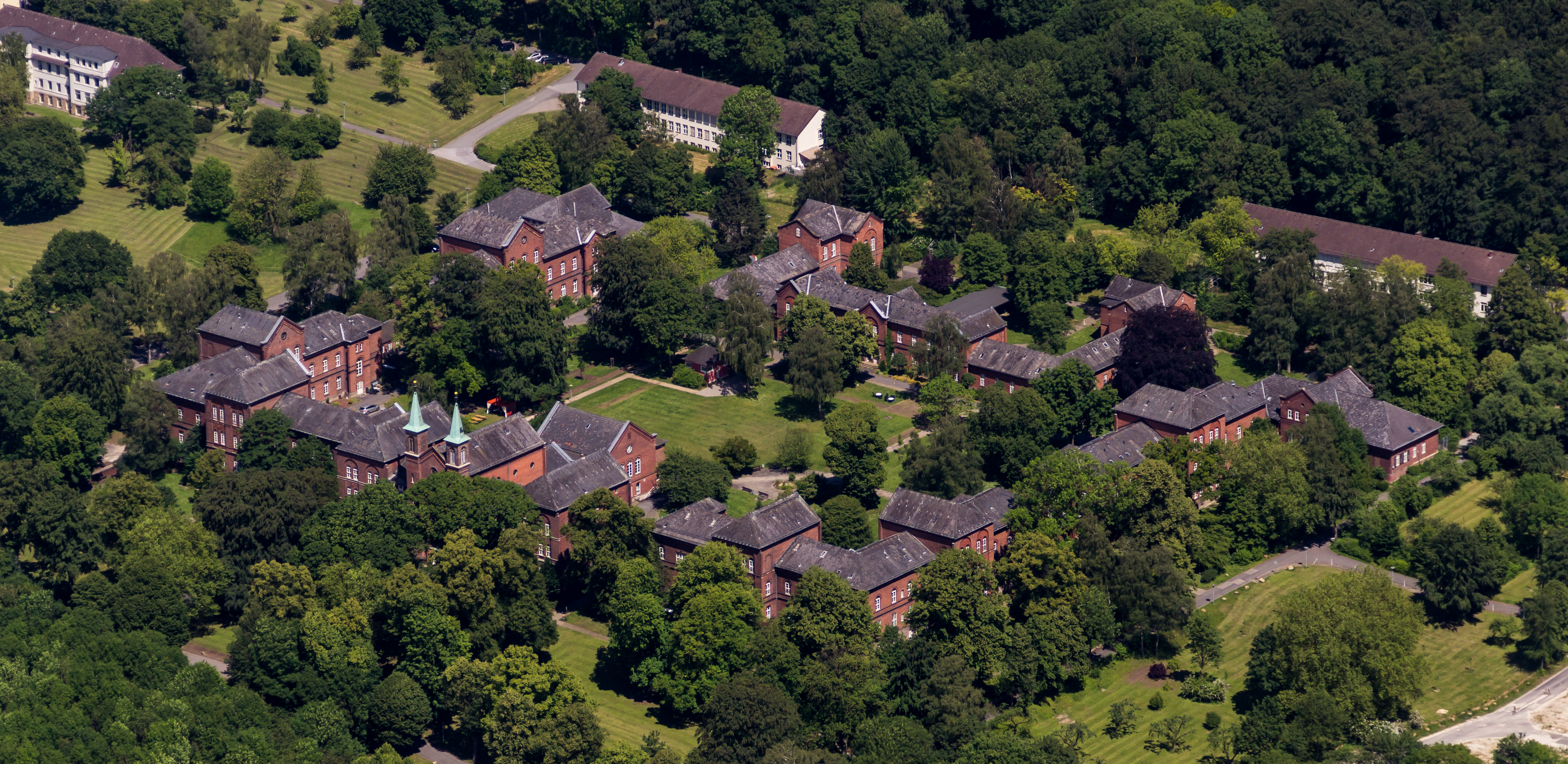
LWL-Klinik

### Regelmäßige Veranstaltungen

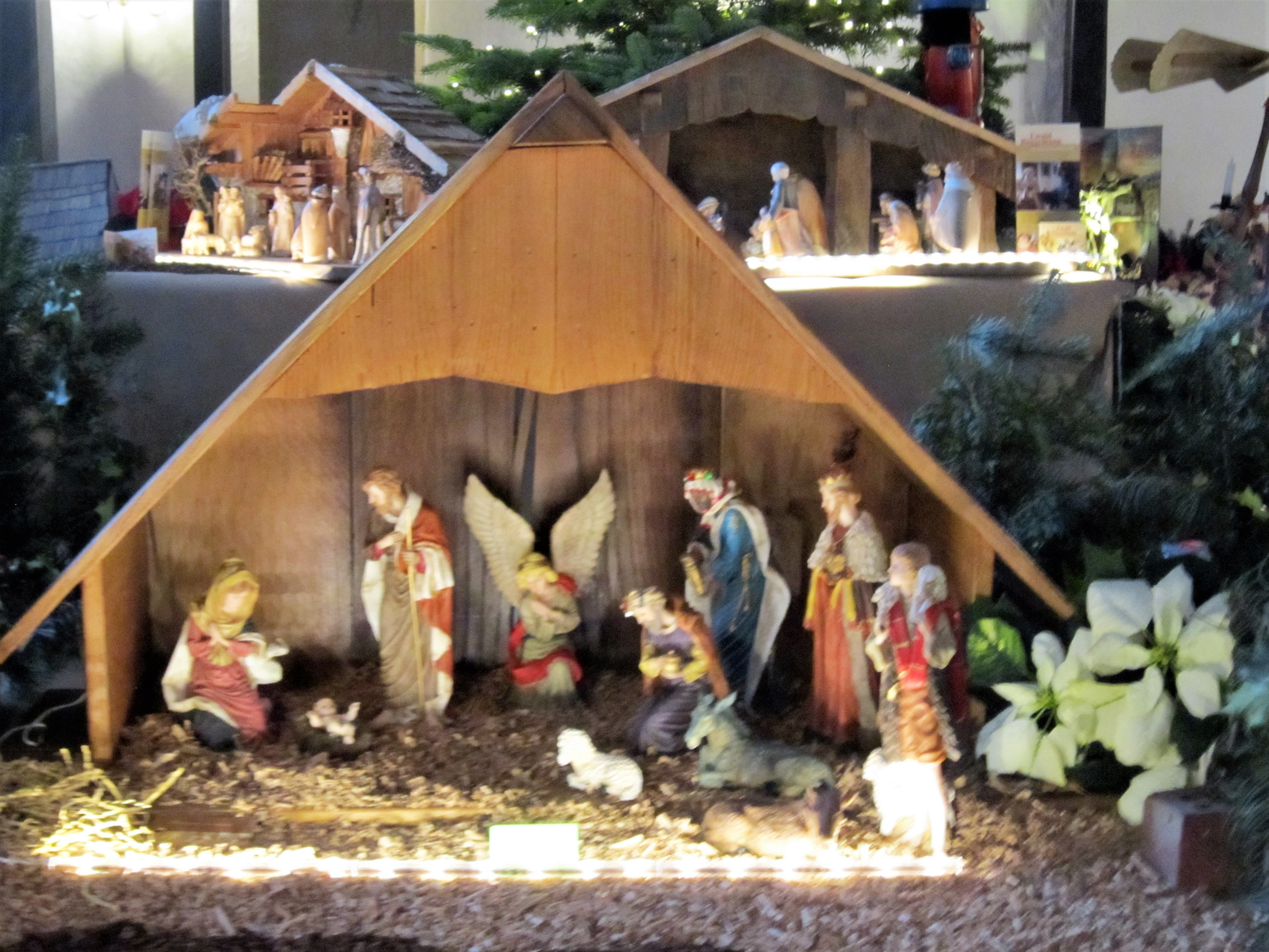
Krippenausstellung in der Evangelischen Stadtkirche

Am Wochenende des 1. Advents wird rund um die Evangelische Stadtkirche der Krippenmarkt veranstaltet. Auf dem als Weihnachtsmarkt konzipierten Budenmarkt werden alljährlich u. a. Christbaumkugeln verkauft, die jedes Jahr andere Motive darstellen. In der Stadtkirche findet am ersten Adventswochenende alljährlich eine große Krippenausstellung statt. Die teilweise originell gestalteten Krippen wurden überwiegend von Einwohnern Lengerichs gefertigt.

## Wirtschaft und Infrastruktur

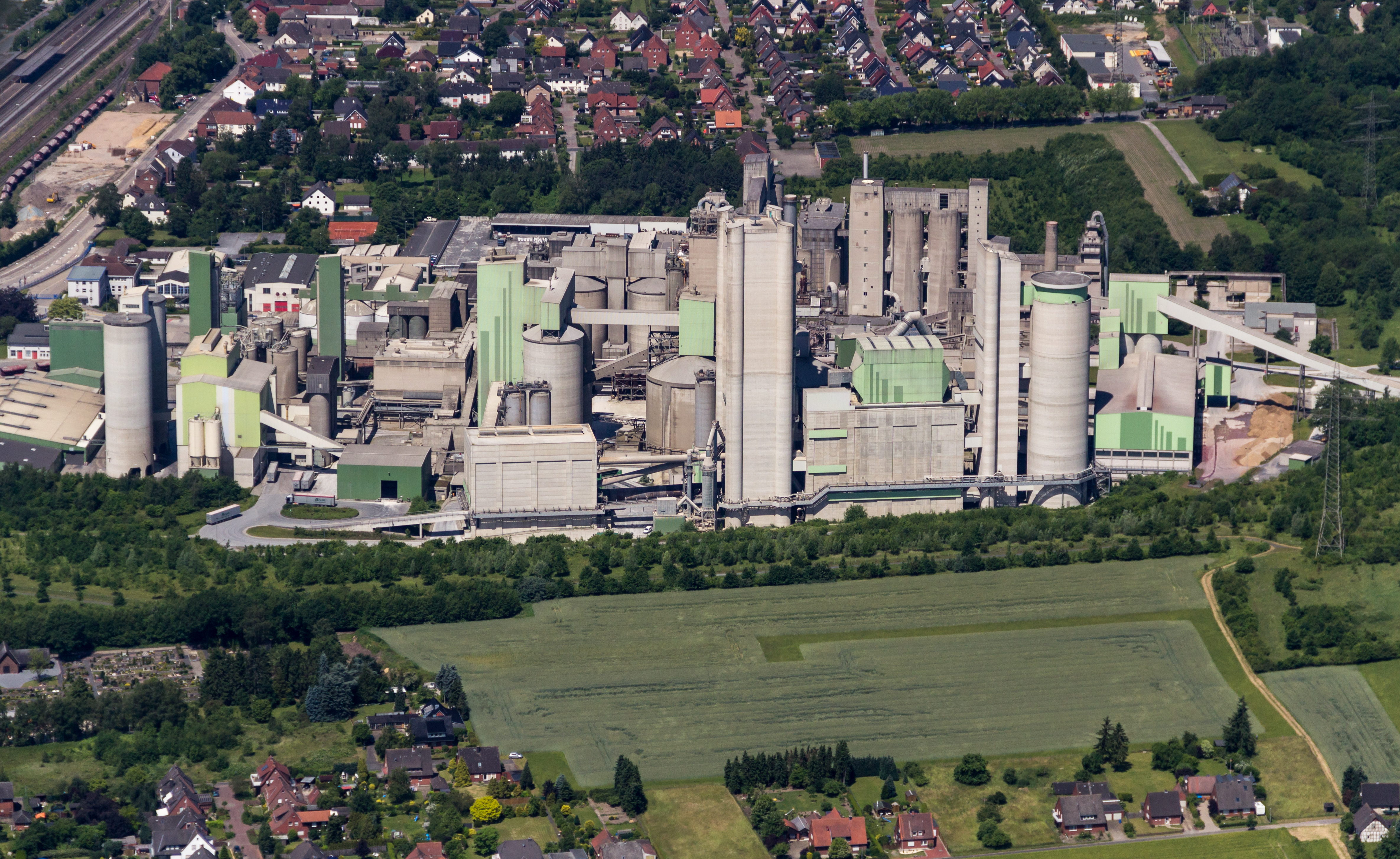
Dyckerhoff in Lengerich

Traditionell hat die Stadt Lengerich starke wirtschaftliche Standbeine im Maschinenbau, in der kunststoffverarbeitenden Industrie und in der Zementherstellung. Hier sind insbesondere die Maschinenfabrik Windmöller & Hölscher (W&H) mit den Schwerpunkten Verpackungs-, Druck- und Veredelungsmaschinen, die Kunststoffverpackungsfabrik Bischof + Klein und die Zementfabrik Dyckerhoff AG zu nennen.

### Verkehr

#### Eisenbahnverkehr

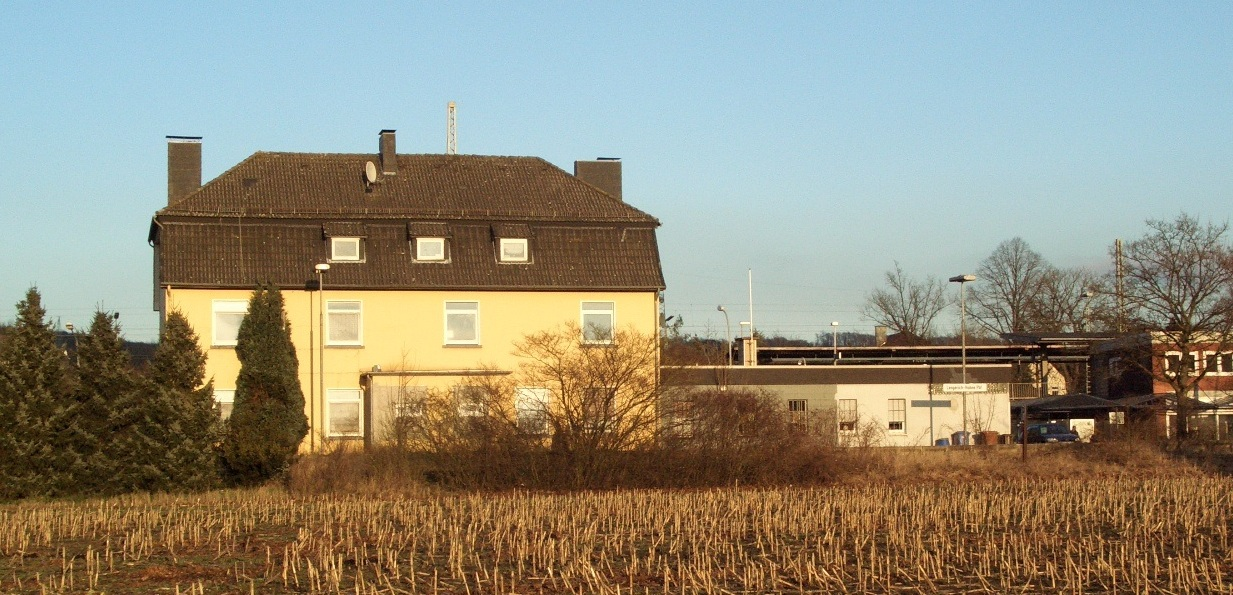
Ehemaliges TWE-Empfangsgebäude Lengerich-Hohne Pbf, dahinterliegend Bahnhof Lengerich (Westf) an der DB-Hauptstrecke Münster – Osnabrück

Der Lengericher Bahnhof liegt an der Strecke Wanne-Eickel–Hamburg, deren Abschnitt zwischen Münster und Osnabrück stündlich von der Eurobahn unter dem Namen Teuto-Bahn (RB 66) bedient wird. Ebenfalls stündlich verkehrt der Rhein-Haard-Express (RE 2) mit Halt in Lengerich. Die jeweils stündlich fahrenden Züge der Linien RB 66 und RE 2 fahren ungefähr eine halbe Stunde versetzt, sodass Münster und Osnabrück den überwiegenden Teil des Tages halbstündig erreicht werden können. Die Fernzüge halten zwischen Münster und Osnabrück nicht. Für Reisende markant ist der 581 m lange Lengericher Tunnel, der nördlichste Eisenbahntunnel in Deutschland unterhalb eines Gebirges (Teutoburger Wald) und der einzige auf dem Weg zwischen Ruhrgebiet und Norddeutschland.
Lengerich liegt auch an der 1901 eröffneten Bahnstrecke Ibbenbüren–Hövelhof der Teutoburger Wald-Eisenbahn (TWE). In Lengerich-Hohne betreibt die TWE ein Bahnbetriebswerk (Bw), das zugleich als Zentralwerkstatt für andere NE-Bahnen fungiert. Auf der TWE-Strecke gibt es nur noch in Abschnitten regelmäßigen Güterverkehr. In den Sommermonaten fährt die Teuto-Express im Museumsbahnverkehr mit Dampflokomotiven durchs Tecklenburger Land. Nachdem es infolge der Sommerunwetter im August 2010 zu einem Dammrutsch gekommen war, endet der „Teuto-Express“ aus Lengerich bereits in Tecklenburg und kann nicht mehr weiter über Brochterbeck bis Ibbenbüren Aasee fahren. Als im September des Folgejahres die Gleise auch noch in Richtung Süden nach Gütersloh unterbrochen und vom neuen TWE-Eigentümer Captrain Deutschland nicht repariert werden, gründet sich im Januar 2012 das überparteiliche Aktionsbündnis pro TWE, das sich u. a. den langfristigen Erhalt und die regelmäßige Nutzung der Teutoburger Wald-Eisenbahn in den Bereichen Freizeit- und Tourismusverkehr zum Ziel gesetzt hat.
Aktuell wird die TWE Strecke von der Unternehmensgruppe Lappwaldbahn vollständig reaktiviert und somit wieder befahrbar.  Die Strecke soll hauptsächlich für den Güterverkehr genutzt werden. Der in Lengerich ansässige Verein Eisenbahntradition kann somit jedoch ebenfalls den traditionellen Museumsverkehr wieder aufnehmen. Aktuell laufen ebenfalls Machbarkeitsstudien für eine mögliche Nutzung für den Personenverkehr. Im Bereich Lengerich gibt es Spekulationen zur Einführung eines eingeschränkten Verkehrs für Schüler auf dem Abschnitt Ibbenbüren-Lengerich. Somit steht auch eine Reaktivierung für den Personenverkehr des alten TWE Bahnhofs Lengerich-Stadt und des TWE Bahnhofs Lengerich-Hohne im Raum. Der TWE Bahnhof Lengerich-Hohne liegt parallel neben dem DB Bahnhof Lengerich.
Die weitläufigen Gleisanlagen des DB Bahnhofs Lengerich werden zum größten Teil von der Firma Dyckerhoff-Buzzi Unicem unterhalten und münden in einem Gleisanschluss in das gleichnamige Zementwerk.
Ebenso gibt es einen Gleisanschluss von der DB Strecke zum Bahnbetriebswerk der TWE.
Der Verein Eisenbahnfreunde Lengerich betreibt ein Feldbahnnetz für den Museumsbetrieb in unmittelbarer Nähe zum DB Bahnhof Lengerich.

#### Busverkehr
Es gibt im Taktverkehr von Lengerich Buslinien nach Lotte (mit Busanschluss nach Osnabrück), nach Ibbenbüren, nach Lienen und nach Münster.

#### Straßenverkehr
Über die Anschlussstelle 73 „Lengerich“ der Bundesautobahn A 1 (Europastraße E 37) ist Lengerich direkt erreichbar.

#### Fahrradverkehr
Lengerich ist an die Radwanderwege 100-Schlösser-Route und Friedensroute (verläuft von Osnabrück bis Münster) angeschlossen.

#### Flugverkehr
Der Flughafen Münster-Osnabrück ist etwa 15 km entfernt.

### Bildung
Für den Primarbereich gibt es die vier Grundschulen Hohne, Intrup, Stadtfeldmark und Stadt. Für den Bereich der weiterführende Schulen gibt es das Hannah-Arendt-Gymnasium (HAG) sowie die Gesamtschule Lengerich/Tecklenburg welche zwei Schulstandorte hat, wobei Lengerich der Haupt-Schulort ist. Die Dietrich-Bonhoeffer-Realschule und die Friedrich von Bodelschwingh Realschule sind mittlerweile geschlossen, letztere wurde 2023 abgerissen. Des Weiteren gibt es die Schule In der Widum, eine Förderschule mit dem Förderschwerpunkt geistige Entwicklung. Insgesamt gibt es über elf Kindergärten.
Sonstige Schulen
- Bildungszentrum Tecklenburger Land
- Musikschule Tecklenburger Land
- Volkshochschule

### Gesundheitswesen
Neben der Helios Klinik Lengerich als Allgemeinkrankenhaus befindet sich die LWL-Klinik Lengerich als Fachklinik für Psychiatrie,  Psychotherapie und Psychosomatik in Lengerich. Die LWL-Klinik steht unter der Trägerschaft des Landschaftsverbandes Westfalen-Lippe und wurde 1866 als Provinzialanstalt Bethesda eröffnet.
Im Rahmen des 150-jährigen Jubiläums der Klinik wurde 2017 auf ihrem Gelände der „Gedenkpfad Lengerich“ eröffnet. Der Gedenkpfad erinnert an die Krankenmorde im Rahmen der Aktion T4 während der Zeit des Nationalsozialismus und informiert sowohl über deren Hintergründe und staatliche Organisation als auch über die Mitschuld und -verantwortung, die die damaligen Mitarbeiter der seinerzeitigen Provinzial-Heilanstalt am Transport von mindestens 440 ihrer Patienten in die Durchgangsstationen Eichberg, Weilmünster und Wunstorf, von wo aus sie zur Tötung weiter transportiert wurden, hatten.

## Sport
In Lengerich sind verschiedene Sportvereine ansässig. Im Bereich Fußball und Badminton ist der SC Preußen Lengerich zu nennen, dessen erste Mannschaft seit der Saison 2014/15 in der Bezirksliga spielt, und für den Fußball außerdem der FC Grün-Weiß Lengerich, welcher in der Kreisliga C3 (Saison 2018/19) spielt. Den Tischtennissport bietet der TTC Lengerich an. Die erste Mannschaft spielt in der Saison 2014/15 in der Bezirksliga. Zudem gibt es eine Handballmannschaft namens HSG Hohne Lengerich. Zusätzlich findet man in Lengerich auch den Turnverein Lengerich (TVL), der der größte Verein in Lengerich ist und einige verschiedene Sportarten anbietet, sowie den Turnverein Hohne, der vor allem für seinen Teutolauf bekannt ist. Für den Bereich Pferdesport ist hauptsächlich der Reit-Zucht- und Fahrverein Lengerich verantwortlich. Der Verein RSG „Teuto“ Antrup-Wechte ist im Bereich des Einrad und Kunstrad fahrens aktiv und ist hierbei auch auf nationaler Ebene erfolgreich. Sie zählen mittlerweile mehrere Deutsche Meistertitel.

## Persönlichkeiten

### In Lengerich geboren
- Johann Hildebrand Withof (1694–1769), Professor für Beredsamkeit und Geschichte in Duisburg
- Johann Gerhard Hasenkamp (1736–1777), Pädagoge
- Friedrich Arnold Hasenkamp (1747–1795), Pädagoge
- Rudolf Kröner (1833-nach 1905), Politiker
- Rudolf Smend (1851–1913), Theologe (Alttestamentler)
- Julius Smend (1857–1930), Theologe
- Friedrich Kipp (1878–1953), Schriftsteller
- Frieda Schäfer (1904–1980), Politikerin
- Elisabeth Wilms (1905–1981), Dokumentarfilmerin, bekannt geworden als „Filmende Bäckersfrau aus Asseln“
- Christian Gizewski (1941–2019), Althistoriker
- Wolfgang Streeck (* 1946), Soziologe und Direktor am Max-Planck-Institut für Gesellschaftsforschung in Köln
- Wolfgang Hahn-Cremer (1948–2006), Medienberater und Politiker
- Hartmut Krauss (* 1951), Erziehungswissenschaftler und Autor
- Reinhold Hedtke (* 1953), Autor und Prof. für Didaktik der Sozialwissenschaften und Wirtschaftssoziologie an der Universität Bielefeld
- Wolfgang Sidka (* 1954), Fußballprofi und Trainer
- Wilfried Schnepp (1957–2020), Professor der Pflegewissenschaft an der Universität Witten/Herdecke
- Kurt Gravemeier (* 1957), ehem. Springreiter und ehem. Bundestrainer der deutschen Springreiter
- Monika Stork (* 1961), ehem. Tischtennisspielerin
- Kai Strauss (* 1970), Bluesmusiker, Sänger und Gitarrist
- Katharina Schallenberg (* 1980), Golf-Nationalspielerin
- Joscha Ritterbach (* 1994), Handballspieler
- Wilhelm Haase* 1896 - 1945  nationalsozialistischer Bürgermeister von Warendorf und Ostbevern

### Mit Lengerich verbunden
- Johann Rickmers (1881–1923), ursprünglich aus Bremen stammender Teilnehmer des gescheiterten Hitler-Putsches 1923, an dessen Folgen er verstarb; Urnenbestattung auf Gut Vortlage, dessen Besitzer er war
- Artur Anders (1896–1976), Politiker; 1945–1961 Stadtdirektor in Lengerich
- Friedrich Ernst Hunsche (1905–1994), Autor, Sprachforscher, Genealoge, Heimatforscher und Archivar; lebte und arbeitete lange in Lengerich
- Georg Neemann (1917–1993), Politiker; 1946 Leiter des Flüchtlings- und Wohnungsamtes Lengerich
- Ewald Hinterding (1946–2014), Koch; Wurde 14 Jahre mit einem Michelin-Stern ausgezeichnet.
- Alfred Wesselmann (* 1948), Gymnasiallehrer und Historiker; Studiendirektor am Hannah-Arendt-Gymnasium; Vorsitzender des „Arbeitskreises Stadtgeschichte“ im Heimatverein Lengerich
- Richard Spiegelburg (* 1977), Stabhochspringer
- Silke Spiegelburg (* 1986), ehem. Stabhochspringerin, absolvierte ihr Abitur am Gymnasium in Lengerich
- Philipp Hauß (* 1980), Schauspieler am Burgtheater Wien, absolvierte sein Abitur am örtlichen Gymnasium
- Peter Kossen (* 1968), römisch-katholischer Priester, seit 2017 leitender Pfarrer der Pfarrgemeinde